# Sofia Rönnegård
Maria Sofia Margareta Rönnegård, född den 20 juli 1974 i Malungs församling, är en svensk skådespelare.

## Biografi
Sofia Rönnegård har sedan sin examen från Teaterhögskolan i Stockholm 1998 frilansat som skådespelare inom teater, TV, film och radio. 
Hon har gästat bland annat moment:teater, Uppsala Stadsteater, Dramaten, Norrbottensteatern, Orionteatern, Riksteatern och Örebro länsteater. 
På tv har hon bl.a. spelat Karin Knutas i de fyra säsongerna av Fröken Frimans krig och polisen Rakel Söder i Innan vi dör. Hon har spelat allt från sketcher i Kvarteret Skatan och till klassisk tv-teater i Lena T. Hanssons uppsättning av pjäsen Mrs Klein.
På film har hon spelat roller i bland annat i Pernilla Augusts Den allvarsamma leken, Killinggängets och Tomas Alfredsons Fyra nyanser av brunt, Maria Bloms Masjävlar och Hallåhallå och i filmerna Små citroner gula i regi av Teresa Fabik, Skuggor över Valleby om Lasse-Majas detektivbyrå – Skuggor över Valleby i regi av Walter Söderlund, 
Hon skriver även sångtexter till Trion Sandén-Nygårds-Carr (Sofia Sandén, Anders Nygårds och Ian Carr).
2018 belönades hon med Stockholms stads kulturstipendium.

## Film och TV i urval
- 1998 – Pip-Larssons
- 1998 – Vägen ut
- 2000 – Gossip
- 2001 – This Is Ritzel
- 2002 – Taurus (TV-serie)
- 2002 – Mrs Klein
- 2002 – Bella – bland kryddor och kriminella (TV-serie)
- 2004 – Fyra nyanser av brunt
- 2004 – Masjävlar
- 2004 – Kvarteret Skatan (TV-serie)
- 2005 – Lovisa och Carl Michael
- 2005 – Livet enligt Rosa (TV-serie)
- 2007 – August (TV-serie)
- 2011 – Anno 1790
- 2012 – Nobels testamente
- 2012 – Livstid
- 2012 – Pappas pengar
- 2012 – Sune i Grekland (film)
- 2013 – Små citroner gula
- 2013–2017 – Fröken Frimans krig (TV-serie)
- 2014 – Hallåhallå
- 2014 – Lasse-Majas detektivbyrå – Skuggor över Valleby
- 2015 – Glada hälsningar från Missångerträsk
- 2016 – Den allvarsamma leken
- 2016 – Maria Wern – Smutsiga avsikter
- 2017 – Innan vi dör (TV-serie)
- 2017 – Rebecka Martinsson (TV-serie)
- 2020 – Måste gitt (TV-serie)
- 2021 – Knutby (TV-serie)

## Teater

### Roller (ej komplett)
| År   | Roll            | Produktion       | Regi         | Teater   |
| ---- | --------------- | ---------------- | ------------ | -------- |
| 2000 | Flipote Mariane | Tartuffe Molière | Åsa Melldahl | Dramaten |